# Ionian Galaxy
 (juillet 2023).
Si vous disposez d'ouvrages ou d'articles de référence ou si vous connaissez des sites web de qualité traitant du thème abordé ici, merci de compléter l'article en donnant les références utiles à sa vérifiabilité et en les liant à la section « Notes et références ».
Le Ionian Galaxy est un ferry ayant appartenu à la compagnie grecque Strintzis Lines (actuelle Blue Star Ferries). Construit en 1972 aux chantiers Setoda Zōsen de Setoda (fusionnée à la ville d'Onomichi depuis 2006) pour la compagnie japonaise Taiheiyō Enkai Ferry sous le nom d‘Arkas (あるかす, Arukasu), il est le tout premier navire de l'armateur. Mis en service en octobre 1972, il inaugure les services de Taiheiyō Enkai Ferry, tout d'abord entre Nagoya et l'île de Kyūshū puis vers Hokkaidō à partir d'avril 1973. Transféré en 1982 au sein de Taiheiyō Ferry, il continue de naviguer pour la compagnie jusqu'en 1987. Vendu à la compagnie grecque Strintzis Lines, il entame à compter de 1988 une seconde carrière en Méditerranée sous le nom de Ionian Galaxy après avoir subi quelques travaux de transformations. Principalement exploité entre la Grèce et l'Italie, il desservira également la Turquie en 2001 sous le nom de Çeşme 2  avant d'être retiré du service. Revendu en 2003 à la société Marco Shipping, il est renommé Merdif 2 et exploité dans le golfe Persique entre les Émirats arabes unis et l'Irak. Retiré en 2010, il est finalement vendu à la démolition en Inde l'année suivante.

## Histoire

### Origines et construction
En 1970, la Chambre de commerce et d'industrie de Nagoya et la société ferroviaire Nagoya Railroad créent la compagnie Taiheiyō Enkai Ferry destinée à assurer le transport de fret et de passagers depuis Nagoya vers les différentes îles du Japon. Un premier navire est alors immédiatement commandé aux chantiers Setoda Zōsen de Setoda pour une mise en service prévue pour 1972.
Prévu pour être exploité entre Nagoya et Hokkaidō avec une escale à Sendai dans la préfecture de Miyagi, le futur navire, baptisé Arkas, est conçu sur la base du car-ferry Marimo, construit par le même chantier pour la compagnie Kinkai Yusen. L‘Arkas a en effet des dimensions similaires avec plus de 165 mètres de long pour 24 mètres de large. Il gagne cependant un pont supplémentaire par rapport à son modèle avec le rehaussement de la passerelle de navigation. Incarnant pleinement le virage pris par la plupart des compagnies de navigation japonaises, sa capacité est arrêtée à environ 920 passagers transportés dans des conditions très confortables pour l'époque avec plusieurs salons et points de restauration, une boutique, des bains publics mais aussi de spacieuses cabines en 1re classe. Mais la caractéristique la plus importante du navire est sa capacité d'accueil du fret roulant. À cet effet, son garage est conçu pour transporter 95 remorques ainsi que 75 voitures particulières.
Lancé le 31 mars 1972, l‘Arkas est achevé les mois suivants et livré à Taiheiyō Enkai Ferry le 11 septembre. Son nom est une référence à Arcas, personnage de la mythologie grecque et personnification de la constellation de la Petite Ourse. Mais le choix du nom a surtout été véhiculé par la direction de Taiheiyō Enkai Ferry qui souhaitait que les noms des navires de sa flotte commencent par la lettre A. Une politique similaire était appliquée au sein de la compagnie Higashi Nihon Ferry, sa concurrente de l'époque, dont les navires arboraient des noms commençant par la lettre V. Le navire arbore à sa sortie du chantier la livrée originelle de Taiheiyō Enkai Ferry avec une coque blanche surmontée d'une bande rouge. Son casque d'étrave a également été décoré avec deux kinshachis, similaire à ceux présents sur les toits du château de Nagoya, qui entourent là le logo de la compagnie.

### Service

#### Taiheiyō Enkai Ferry/Taiheiyō Ferry (1972-1987)
En raison de retards dans la construction des nouvelles infrastructures portuaires de Sendai, l‘Arkas commence son service commercial vers l'île de Kyūshū entre Nagoya et Ōita le 1er octobre 1972.
Rejoint par son sister-ship l‘Albireo en février 1973, les deux navires seront enfin transférés au mois d'avril sur les lignes vers Hokkaidō entre Nagoya, Sendai et Tomakomai.
En 1977, le pont extérieur arrière du navire est rehaussé d'un étage, permettant d'augmenter la hauteur du garage réservé aux véhicules particuliers.
Au début des années 1980, Taiheiyō Enkai Ferry se trouve dans une situation financière préoccupante. Ayant été frappée de plein fouet par les chocs pétroliers de 1973 et 1979, la compagnie est dissoute en 1982 et recréée sous la forme d'une nouvelle société dénommée Taiheiyō Ferry. Les navires de la flotte sont alors tous transférés au sein de cette nouvelle entité qui commence ses activités en avril 1982. Malgré le changement d'identité visuelle de l'entreprise avec l'abandon de la couleur rouge au profit de la couleur bleue, l‘Arkas conservera pour sa part sa livrée d'origine à l'inverse des autres navires de la flotte.
À la fin des années 1980, Taiheiyō Ferry entreprend le renouvellement de sa flotte en lançant la construction de navires plus imposants et plus confortables. Remplacé en 1987 par le car-ferry Kiso, l‘Arkas est retiré de la flotte et vendu à la compagnie grecque Strintzis Lines.

#### Strintzis Lines (1987-2003)
Livré à son nouveau propriétaire, le navire est rebaptisé Ionian Galaxy. Après avoir quitté le Japon pour rejoindre la Grèce, il entre aux chantiers de Perama afin de bénéficier d'importants travaux de transformations destinés à l'adapter au marché européen. Ainsi, la partie arrière du navire est profondément modifiée avec l'ajout de nouvelles installations à la place d'une partie du pont garage supérieur. De nouvelles cabines sont construites en arrière de la passerelle de navigation et une piscine est même aménagée à l'arrière. La cheminée du navire est également reconstruite et arbore un aspect radicalement différent qu'à l'origine. Enfin, sa capacité est portée à 1 600 passagers et 600 véhicules.
Le Ionian Galaxy entre en service courant 1988 sur les lignes entre la Grèce et l'Italie. En 1989, Strintzis Lines fera l'acquisition de son jumeau l‘Albireo qui le rejoindra en 1990 sous le nom de Ionian Island.
Le 22 août 1991, le navire est victime d'un incendie au niveau de la salle des machines, nécessitant son arrêt pendant deux mois.
De 1998 à 1999, il est affrété par la compagnie nationale libyenne GNMTC.
En 2000, la compagnie Strintzis Lines est acquise par le groupe Attica et devient Blue Ferries. Le navire est alors renommé Blue Galaxy. Remplacé à cette même période par les récents Blue Star 1 et Blue Star 2, il navigue un temps entre Patras et Brindisi avant d'être retiré du service en 2001.
À compter du mois du juin 2001, il est affrété, tout comme son jumeau, par la compagnie turque Turkish Marmara Lines qui l'emploie entre l'Italie et la Turquie. Le navire est exploité sous le nom de Çeşme 2 tandis que son sister-ship prend le nom de Çeşme 1, bien que la logique aurait été l'inverse étant donné que le premier a été mis en service un an avant le second. Toutefois, l'ex-Blue Island a été affrété par la compagnie turque avant le Blue Galaxy.
À l'issue de l'affrètement en septembre 2001, le navire est désarmé. Il est finalement cédé le 9 janvier 2003 à la société Marco Shipping.

#### Marco Shipping (2003-2011)
Renommé Merdif 2, le navire prend en février la direction des Émirats arabes unis en passant par le canal de Suez. Il est ensuite mis en service dans le courant de l'année 2003 entre Dubaï et l'Irak. Il sera une nouvelle fois rejoint par son sister-ship qui prendra le nom de Merdif 1 en 2004.
Retiré du service à la fin des années 2000, il est revendu en 2011 à la société indienne Saumil Impex qui lui fait effectuer son dernier voyage vers les chantiers de démolition d'Alang en Inde entre janvier et février.

## Aménagements
Le Ionian Galaxy possédait 8 ponts. Si le navire s'étendait en réalité sur 9 ponts, l'un d'entre eux était inexistant au niveau du garage afin de permettre au navire de transporter du fret. À l'origine, les locaux passagers se trouvaient à l'avant des ponts 4, 5, et 6 tandis que le pont 3 et la partie arrière du pont 4 abritaient les garages. À la suite des travaux de 1987-1988, des locaux destinés aux passagers sont ajoutés sur le pont 7.

### Locaux communs
Malgré sa conception orientée vers le transport de fret, l‘Arkas était à l'origine équipé d'installations confortables destinée aux passagers telles qu'un salon, un restaurant, un grill, un snack-bar, une boutique, des bains publics et même un terrain de golf miniature qui sera cependant supprimé en 1977.
Au cours des transformations de 1987-1988, à la suite de l'acquisition du navire par Strintzis Lines, les aménagements sont en partie modifiés. Un casino, une discothèque, une nouvelle galerie marchande ainsi qu'une piscine sont ajoutés dans la partie arrière du navire.

### Cabines
Durant la carrière japonaise du navire, les installations étaient séparées en deux classes. On retrouvait des cabines de première classe de taille variable principalement situées sur les ponts 5 et 6. La seconde classe proposait quant à elle majoritairement des places en couchettes mais aussi en dortoir sur le pont 4.
Après la refonte de 1988, la capacité du navire est portée à 693 couchettes réparties dans 220 cabines privatives.

## Caractéristiques
Le Ionian Galaxy mesurait 167,24 mètres de long pour 24,01 mètres de large, son tonnage était de 9 779 UMS. Celui-ci sera porté à 17 691 UMS après la refonte de 1987-1988. Dans sa configuration initiale, il pouvait embarquer 925 passagers et possédait garage pouvant contenir 95 remorques et 75 véhicules. À partir de 1988, il pouvait accueillir 1 600 passagers et 600 véhicules. Le garage était accessible par trois portes rampes, deux portes axiales situées à la proue et à poupe et une porte latérale située à la poupe du côté tribord. Les accès au garage seront conservés lors de la carrière du navire sous pavillon grec. La propulsion du Ionian Galaxy était assurée par deux moteurs diesels B&W 16U45HU développant une puissance de 13 827 kW entrainant deux hélices faisant filer le bâtiment à une vitesse de 19 nœuds. Il était en outre doté d'un stabilisateur anti-roulis. Les dispositifs de sécurité étaient à l'époque essentiellement composés de radeaux de sauvetage mais aussi d'une embarcation semi-rigide de secours. À partir de 1988, le navire était équipé de huit embarcations de sauvetage ouvertes de taille moyenne qui seront plus tard remplacées par des embarcations fermées.

## Lignes desservies
Sous pavillon japonais, l‘Arkas desservait les lignes inter-îles japonaises de Taiheiyō Enkai Ferry puis de Taiheiyō Ferry. Le navire a dans un premier temps navigué entre Nagoya et Ōita sur l'île de Kyūshū de 1972 à 1973 avant d'être finalement affecté vers Hokkaidō sur la route Nagoya - Sendai - Tomakomai jusqu'en 1987.
À partir de 1988, sous les couleurs de Strintzis Lines, le Ionian Galaxy est affecté entre la Grèce et l'Italie sur la ligne Patras - Igoumenitsa - Corfou - Ancône qui sera prolongée vers Venise à partir de 1995. Il naviguera ensuite entre Patras et Brindisi en 2001 avant d'être exploité entre Brindisi et la Turquie sous affrètement par la compagnie Turkish Marmara Lines.
Le car-ferry terminera sa carrière entre les Émirats arabes unis et l'Irak entre 2003 et la fin des années 2000.